# Paraleucolepidopa
Paraleucolepidopa is een geslacht van kreeftachtigen uit de klasse van de Malacostraca (hogere kreeftachtigen).

## Soorten
- Paraleucolepidopa distincta (Gomes Corrêa, 1968)
- Paraleucolepidopa myops (Stimpson, 1860)